# Kara (fiume della Russia)
La Kara è un fiume della Russia settentrionale. Scorre lungo il confine del Circondario autonomo dei Nenec, della Jamalia e della Repubblica di Komi; è tributario del mare di Kara.
Si forma sulle pendici nordoccidentali degli Urali polari alla confluenza dei fiumi Bol'šaja Kara e Malaja Kara; scorre su tutto il percorso con direzione mediamente settentrionale, sfociando nel mare di Kara (al quale dà il nome) nella baia della Bajdarata, all'attaccatura della penisola della Jugra, in prossimità dell'insediamento di Ust'-Kara. La lunghezza del fiume è di 257 km; il bacino è di 13400 km². In prossimità della foce riceve dalla sinistra idrografica il fiume Sibirčatajacha; altri tributari di un certo rilievo sono Silovajacha e Njarmajacha.
La Kara, per ragioni climatiche, è gelata per la maggior parte dell'anno, in media da ottobre ai primi di giugno.